# 카르멜로 발렌시아
카르멜로 엔리케 발렌시아 차베라(Carmelo Enrique Valencia Chaverra, 1984년 7월 13일 ~ )는 콜롬비아의 축구 선수로서 포지션은 공격수이다. 현재 후니오르에서 활약하고 있다. K리그 등록명은 까르멜로이다.